# Daniel Schuhmacher/Diskografie
Diese Diskografie ist eine Übersicht über die musikalischen Werke des deutschen Popsängers Daniel Schuhmacher. Den Quellenangaben zufolge hat er bisher mehr als 400.000 Tonträger verkauft. Seine erfolgreichste Veröffentlichung ist die Single Anything but Love mit über 270.000 verkaufte Einheiten.

## Alben

### Studioalben
| Jahr | Titel Musiklabel                  | Höchstplatzierung, Gesamtwochen, AuszeichnungChartplatzierungen (Jahr, Titel, Musiklabel, Platzierungen, Wochen, Auszeichnungen, Anmerkungen) | Höchstplatzierung, Gesamtwochen, AuszeichnungChartplatzierungen (Jahr, Titel, Musiklabel, Platzierungen, Wochen, Auszeichnungen, Anmerkungen) | Höchstplatzierung, Gesamtwochen, AuszeichnungChartplatzierungen (Jahr, Titel, Musiklabel, Platzierungen, Wochen, Auszeichnungen, Anmerkungen) | Anmerkungen                                             |
| Jahr | Titel Musiklabel                  | DE | AT | CH | Anmerkungen                                             |
| ---- | --------------------------------- | --- | --- | --- | ------------------------------------------------------- |
| 2009 | The Album Columbia Records (Sony) | DE1 Gold · (11 Wo.)DE | AT1 Gold · (8 Wo.)AT | CH4 (9 Wo.)CH | Erstveröffentlichung: 19. Juni 2009 Verkäufe: + 137.000 |
| 2010 | Nothing to Loose 313 Music (Sony) | DE37 (1 Wo.)DE | — | — | Erstveröffentlichung: 17. September 2010                |
| 2013 | Diversity QQ5 Records (RTD)       | DE90 (1 Wo.)DE | — | — | Erstveröffentlichung: 25. Oktober 2013                  |

### Gemeinschaftsalben
| Jahr | Titel Musiklabel          | Anmerkungen                                                          |
| ---- | ------------------------- | -------------------------------------------------------------------- |
| 2016 | You Want It! Selbstverlag | Erstveröffentlichung: 16. November 2016 mit Marcus Loeber als Dsfzke |

### EPs
| Jahr | Titel Musiklabel            | Anmerkungen                                         |
| ---- | --------------------------- | --------------------------------------------------- |
| 2017 | Don’t Run Away Selbstverlag | Erstveröffentlichung: 29. September 2017 als Dsfzke |

## Singles

### Als Leadmusiker
| Jahr | Titel Album                   | Höchstplatzierung, Gesamtwochen, AuszeichnungChartplatzierungen (Jahr, Titel, Album, Platzierungen, Wochen, Auszeichnungen, Anmerkungen) | Höchstplatzierung, Gesamtwochen, AuszeichnungChartplatzierungen (Jahr, Titel, Album, Platzierungen, Wochen, Auszeichnungen, Anmerkungen) | Höchstplatzierung, Gesamtwochen, AuszeichnungChartplatzierungen (Jahr, Titel, Album, Platzierungen, Wochen, Auszeichnungen, Anmerkungen) | Anmerkungen                                                               |
| Jahr | Titel Album                   | DE | AT | CH | Anmerkungen                                                               |
| ---- | ----------------------------- | --- | --- | --- | ------------------------------------------------------------------------- |
| 2009 | Anything but Love The Album   | DE1 Gold · (10 Wo.)DE | AT1 (11 Wo.)AT | CH1 (8 Wo.)CH | Erstveröffentlichung: 15. Mai 2009 Verkäufe: + 270.000                    |
| 2009 | Honestly Nothing to Loose     | DE22 (6 Wo.)DE | AT62 (1 Wo.)AT | — | Erstveröffentlichung: 27. November 2009                                   |
| 2010 | If It’s Love Nothing to Loose | DE30 (5 Wo.)DE | — | — | Erstveröffentlichung: 26. März 2010                                       |
| 2010 | Feel Nothing to Loose         | DE50 (2 Wo.)DE | — | — | Erstveröffentlichung: 3. September 2010                                   |
| 2011 | On a New Wave Diversity       | — | — | — | Erstveröffentlichung: 2. Dezember 2011                                    |
| 2013 | Rolling Stone Diversity       | DE86 (1 Wo.)DE | — | — | Erstveröffentlichung: 16. August 2013                                     |
| 2013 | Gold Diversity                | — | — | — | Erstveröffentlichung: 25. Oktober 2013                                    |
| 2014 | Electric Heart Diversity      | — | — | — | Erstveröffentlichung: 12. Dezember 2014                                   |
| 2016 | Smalltown Boy You Want It!    | — | — | — | Erstveröffentlichung: 16. Oktober 2016 als Dsfzke; Original: Bronski Beat |
| 2018 | Venus or Mars –               | — | — | — | Erstveröffentlichung: 14. Dezember 2018                                   |
| 2019 | Feelings –                    | — | — | — | Erstveröffentlichung: 19. April 2019                                      |
| 2020 | Ecstasy –                     | — | — | — | Erstveröffentlichung: 28. Februar 2020                                    |
| 2020 | Just Be Good to Me –          | — | — | — | Erstveröffentlichung: 10. April 2020 Original: The S. O. S. Band          |
| 2020 | Hypnotized –                  | — | — | — | Erstveröffentlichung: 11. September 2020                                  |
| 2020 | Christmas Joy –               | — | — | — | Erstveröffentlichung: 4. Dezember 2020                                    |
| 2020 | Cold –                        | — | — | — | Erstveröffentlichung: 4. Dezember 2020                                    |
| 2021 | The Tea –                     | — | — | — | Erstveröffentlichung: 5. März 2021                                        |
| 2021 | Delusional –                  | — | — | — | Erstveröffentlichung: 21. Mai 2021                                        |
| 2021 | What U Want –                 | — | — | — | Erstveröffentlichung: 6. August 2021                                      |
| 2022 | … and Just Like that –        | — | — | — | Erstveröffentlichung: 11. März 2020                                       |
| 2022 | You Are Alive –               | — | — | — | Erstveröffentlichung: 10. Juni 2022                                       |
| 2022 | Skin I’m In –                 | — | — | — | Erstveröffentlichung: 21. Oktober 2022                                    |
| 2022 | Under Pressure –              | — | — | — | Erstveröffentlichung: 9. Dezember 2022                                    |
| 2023 | Sippin’ on the Good Life –    | — | — | — | Erstveröffentlichung: 21. April 2023                                      |
| 2024 | Say –                         | — | — | — | Erstveröffentlichung: 19. April 2024                                      |
| 2025 | Red Light –                   | — | — | — | Erstveröffentlichung: 18. Juli 2025                                       |

### Als Gastmusiker
| Jahr | Titel Album             | Anmerkungen                                                                  |
| ---- | ----------------------- | ---------------------------------------------------------------------------- |
| 2012 | A New Day –             | Erstveröffentlichung: 4. Dezember 2012 als Teil von Aktion Deutschland Hilft |
| 2014 | Lose Control            | Erstveröffentlichung: 22. August 2014 Damon Paul feat. Daniel Schuhmacher    |
| 2014 | Last Christmas (2K15) – | Erstveröffentlichung: 14. Dezember 2014 Damon Paul feat. Daniel Schuhmacher  |
| 2015 | 77 Love Is Love –       | Erstveröffentlichung: 5. Juni 2015 Teil von Initiative 100% Mensch           |
| 2019 | Say Something –         | Erstveröffentlichung: 14. Juni 2019 Teil von Initiative 100% Mensch          |

## Videoalben und Musikvideos

### Videoalben
| Jahr | Titel Musiklabel                        | Anmerkungen                           |
| ---- | --------------------------------------- | ------------------------------------- |
| 2012 | I Lose Myself in the Music Selbstverlag | Erstveröffentlichung: 27. Januar 2012 |

### Musikvideos
| Jahr | Titel                | Regie                             |
| ---- | -------------------- | --------------------------------- |
| 2009 | Anything but Love    | Nikolaj Georgiew                  |
| 2009 | Honestly             |                                   |
| 2010 | If It’s Love         |                                   |
| 2010 | Feel                 | Nikolaj Georgiew                  |
| 2011 | On a New Wave        |                                   |
| 2013 | Rolling Stone        |                                   |
| 2013 | Gold                 |                                   |
| 2014 | Lose Control         |                                   |
| 2014 | Electric Heart       |                                   |
| 2015 | 77 Love Is Love      |                                   |
| 2017 | Smalltown Boy        | Michael Reissinger                |
| 2018 | Venus or Mars        |                                   |
| 2019 | Feelings             |                                   |
| 2019 | Say Something        | Andreas Schneider                 |
| 2020 | Ecstasy              |                                   |
| 2020 | Hypnotized           | Tamara Müller, Daniel Schuhmacher |
| 2020 | Christmas Joy        |                                   |
| 2020 | Cold                 | Tamara Müller                     |
| 2021 | The Tea              | Tamara Müller                     |
| 2021 | Delusional           | Tamara Müller                     |
| 2021 | What U Want          |                                   |
| 2022 | … and Just Like that | Tamara Müller                     |
| 2022 | You Are Alive        | Tamara Müller                     |
| 2022 | Skin I’m In          | Kristina Ratzka                   |
| 2024 | Say                  | Daniel Schuhmacher                |

## Sonderveröffentlichungen
| Jahr | Titel Album               | Anmerkungen                                                              |
| ---- | ------------------------- | ------------------------------------------------------------------------ |
| 2015 | GYWO Lose Control         | Erstveröffentlichung: 24. Juli 2015 Damon Paul feat. Daniel Schuhmacher  |
| 2015 | Lose Control              | Erstveröffentlichung: 24. Juli 2015 Damon Paul feat. Daniel Schuhmacher  |
| 2020 | Keine Fashion Dancefieber | Erstveröffentlichung: 12. Juni 2020 DJ Herzbeat feat. Daniel Schuhmacher |

## Statistik

### Chartauswertung
|                     | DE    | AT    | CH    |
| ------------------- | ----- | ----- | ----- |
| Nummer-eins-Alben   | DE1DE | AT1AT | CH—CH |
| Top-10-Alben        | DE1DE | AT1AT | CH1CH |
| Alben in den Charts | DE3DE | AT1AT | CH1CH |

|                       | DE    | AT    | CH    |
| --------------------- | ----- | ----- | ----- |
| Nummer-eins-Singles   | DE1DE | AT1AT | CH1CH |
| Top-10-Singles        | DE1DE | AT1AT | CH1CH |
| Singles in den Charts | DE5DE | AT2AT | CH1CH |

### Auszeichnungen für Musikverkäufe
Anmerkung: Auszeichnungen in Ländern aus den Charttabellen bzw. Chartboxen sind in ebendiesen zu finden.
| Land/RegionAuszeichnungen für Musikverkäufe (Land/Region, Auszeichnungen, Verkäufe, Quellen) | Gold     | Platin | Verkäufe | Quellen           |
| -------------------------------------------------------------------------------------------- | -------- | ------ | -------- | ----------------- |
| Deutschland (BVMI)                                                                           | 2× Gold2 | —      | 250.000  | musikindustrie.de |
| Österreich (IFPI)                                                                            | Gold1    | —      | 10.000   | ifpi.at           |
| Insgesamt                                                                                    | 3× Gold3 | —      |          |                   |